# Лукинская (Сямженский район)
Лукинская — деревня в Сямженском районе Вологодской области.
Входит в состав Режского сельского поселения, с точки зрения административно-территориального деления — в Режский сельсовет.
Расстояние по автодороге до районного центра Сямжи — 47,2 км, до центра муниципального образования Копылова — 4,2 км. Ближайшие населённые пункты — Бурниха, Колтыриха, Монастырская, Марково.
По переписи 2002 года население — 48 человек (26 мужчин, 22 женщины). Всё население — русские.